# Calle de Luchana

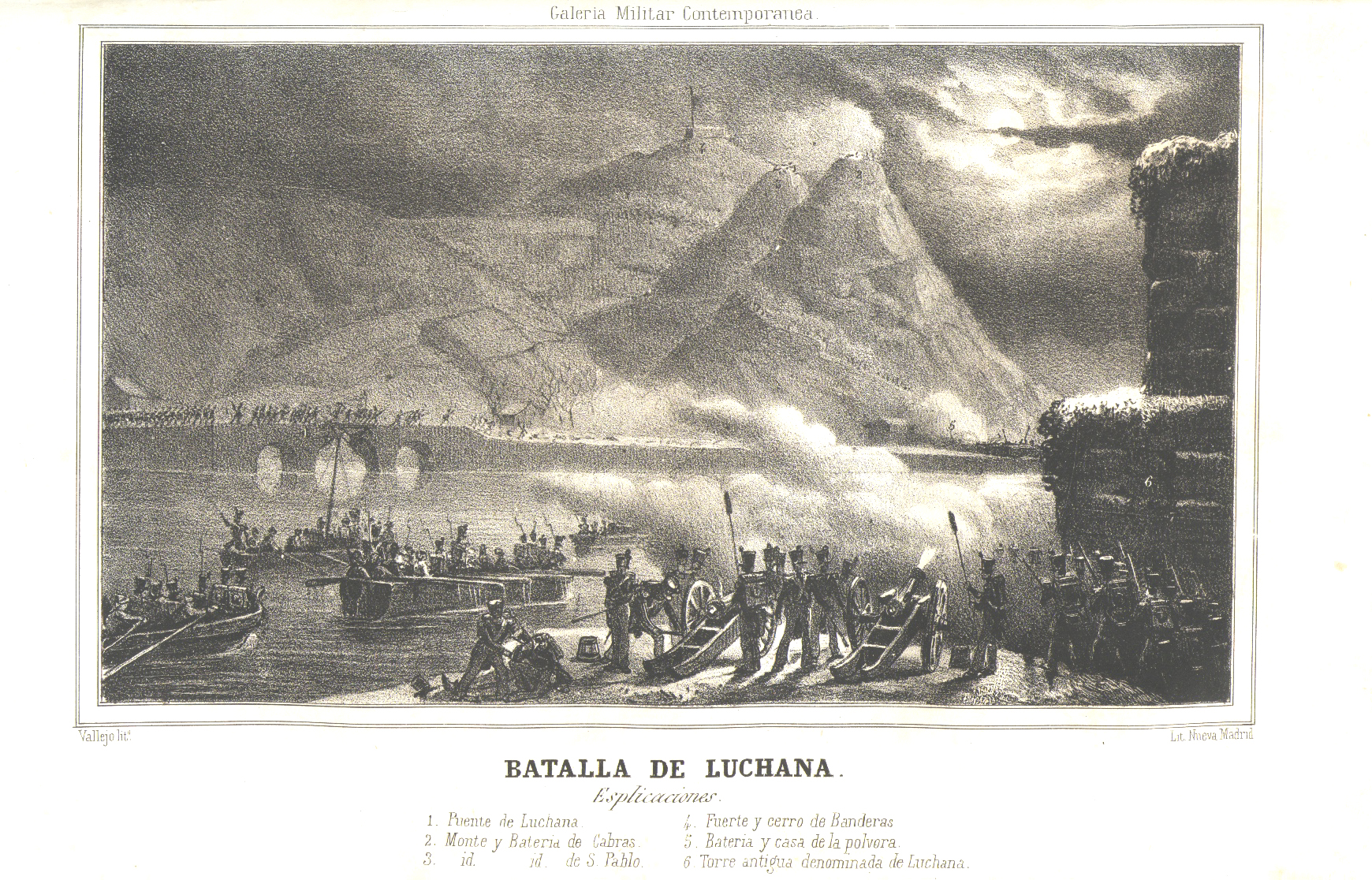

La calle de Luchana es una vía ancha del distrito de Chamberí en la almendra central de la ciudad de Madrid (España). Une la Glorieta de Bilbao con la calle de Santa Engracia. En su origen fue un bulevar.
La calle toma su nombre de uno de los episodios de la primera Guerra Carlista: la victoria del general Espartero en el combate del puente de Luchana, durante el sitio de Bilbao, en 1836.

## Historia

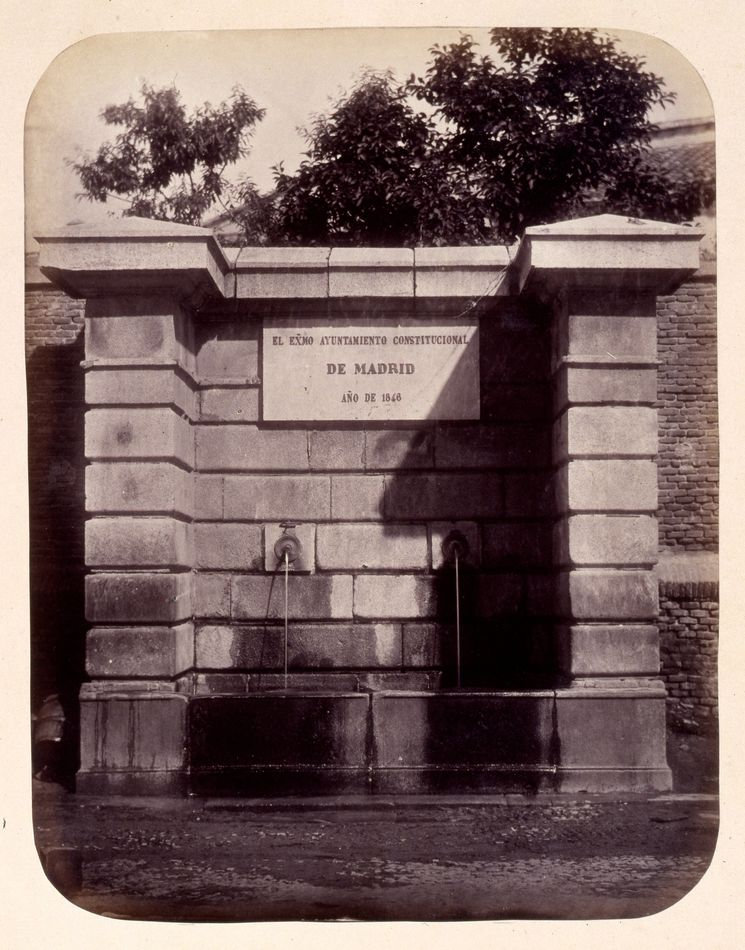
Fuente mural fotografiada por Alfonso Begué en 1864. Patrimonio desaparecido.

El de Luchana era uno de los tres paseos que en el Madrid del siglo XVIII partían de la antigua puerta de Bilbao:
- El paseo de Ronda, que llegaba hasta la puerta de Fuencarral, cruzando la «era del Mico».
- El paseo de la Mala de Francia (también llamado de Bilbao), que luego sirvió de trazado a la prolongación de la calle de Fuencarral siguiendo la antigua carretera de Irún.
- El paseo que luego sería esta calle de Luchana, que iba hasta el antiguo arrabal de Chamberí donde enlazaba con el paseo del Cisne.

Tuvo este paseo una fuente junto a la calle de Don Juan de Austria, traída desde la calle Infantas, al ser derribado allí el convento capuchino de la Paciencia. Y esquina a la calle de Garcilaso, estuvo la ya desaparecida capilla anexa al Asilo de Jesús de San Martín, donde fueron enterrados sus fundadores: Pilar de León, marquesa de Esquilache, y su marido Martín de Larios.
Ya en el siglo XX, la calle de Luchana se sumó a la invasión de locales de cine que convirtieron el entorno del barrio, y en especial la calle Fuencarral entre las glorietas de Bilbao y Quevedo, en un castizo bulevar de la industria de Hollywood. Así lo fueron las salas de los cines Luchana y Palafox, este último uno de los primeros locales de cinemascope de la capital de España.

## Chisperos, manolas y saineteros

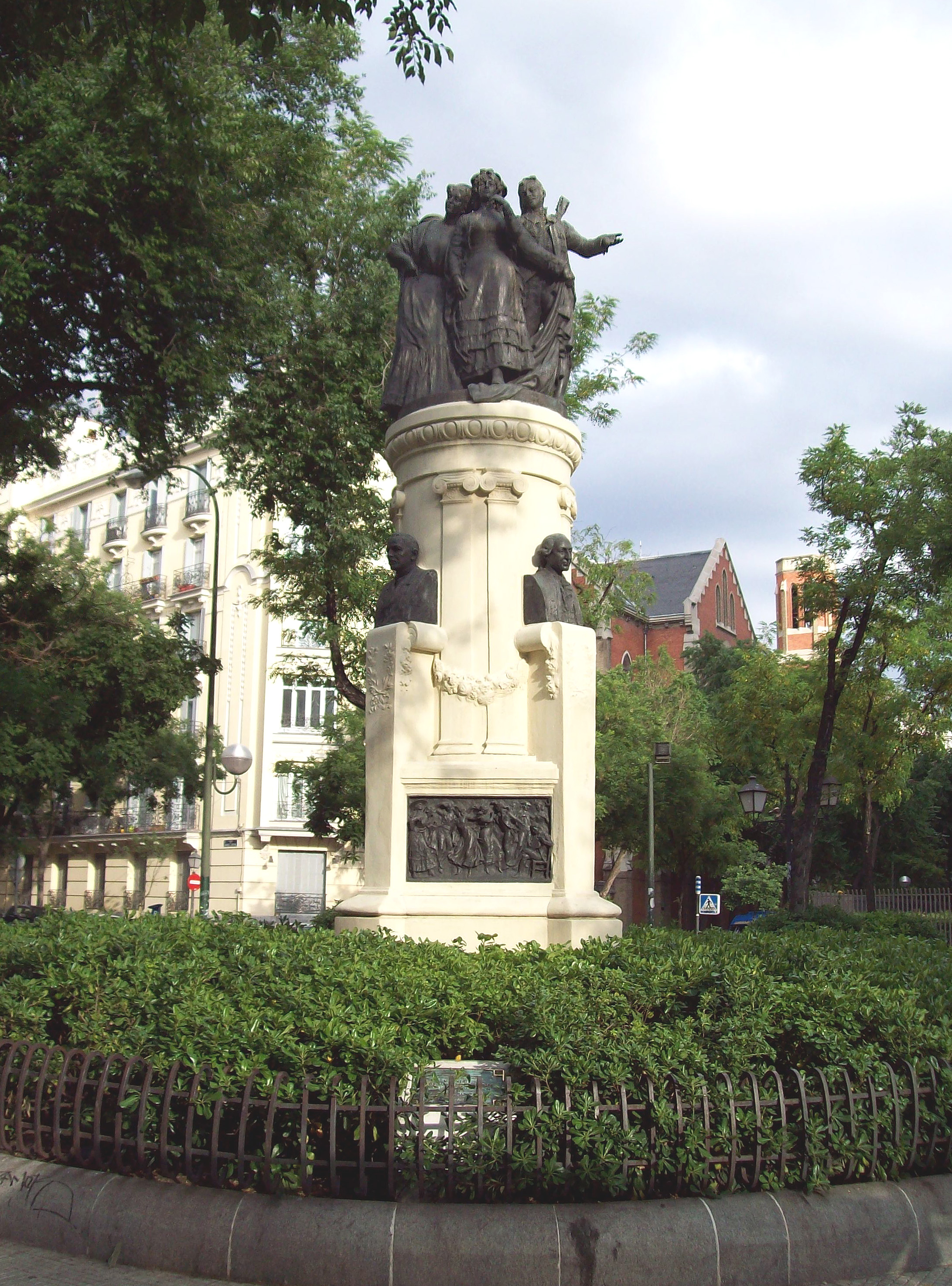
Monumento a los saineteros madrileños, obra de Lorenzo Coullaut, en 1913.

Entre los vecinos ilustres que vivieron en esta calle estuvo el maestro Pablo Sorozabal, en el número 39. Otros musicales vecinos, aunque en piedra, fueron los cuatro maestros saineteros (Ramón de la Cruz, Chueca, Ricardo de la Vega y Barbieri) que velan el errante monumento propuesto en su día por Mariano de Cavia y encargado por el ayuntamiento de la ciudad al escultor Lorenzo Coullaut. 
El monumento a chisperos y saineteros fue instalado en un principio en la glorieta de la antigua Puerta de San Vicente el 25 de junio de 1913, y trasladado en 1915 al Jardín de la Arganzuela (por otros nombres Dehesa de Arganzuela o Parque Sur), detrás del paseo de Yeserías. Al inicio de la década de 1930 y tras un reñido debate público con participación de ediles municipales, periodistas, cronistas de la villa, vedettes saineteras y demás vates del madrileñismo, se trasladó de nuevo a la plazoleta sin nombre formada hacia la mitad de la calle Luchana por la convergencia de las calles Francisco de Rojas, Manuel Silvela y Manuel Cortina, secreta y popularmente llamada desde entonces plaza de los chisperos.

## Un cuplé de lamovida
Del mismo modo que en la memoria musical del Madrid de la segunda mitad del siglo XIX y primera mitad del XX menudean las alusiones al callejero de la ciudad, La Romántica Banda Local, uno de los grupos precursores de lo que luego se daría en llamar con mucho bombo la movida madrileña, recoge en Dos años dos uno de sus temas más castizos el nombre de esta calle con estos versos copleros:

«Calle de Luchana, Bilbao y Fuencarral;

horchata en la glorieta y churritos en el bar.
Tu eres mi morena y te llevo a pasear.

Yo voy a darte un beso, tú me vas a abrazar».